# Katharina tunicata
Katharina tunicata är en blötdjursart som först beskrevs av Charles Thorold Wood 1815.  Katharina tunicata ingår i släktet Katharina och familjen Mopaliidae. Inga underarter finns listade i Catalogue of Life.